# 安藤信発
安藤 信発（あんどう のぶおき）は、江戸時代後期の陸奥国磐城平藩の世嗣。官位は伊勢守。

## 略歴
安藤信馨の長男として誕生。母は久世広誉の娘。
安藤家の嫡子だったが、早世した。弟・信由も幼少だったため、代わって従兄・信義が嫡子となった。